# Josep Puigdengolas Barella
Josep Puigdengolas Barrella (Barcellona, 1906 – 1987) è stato un pittore spagnolo del XX secolo.
Il marchese di Lozoya disse di Puigdengolas che era tra i rappresentanti più prestigiosi della scuola paesaggistica spagnola. Rappresentato al Museo Nacional Centro de Arte Reina Sofía e al Museo nazionale d'arte della Catalogna, tra gli altri.
Ha studiato all'Accademia di Belle Arti di Firenze. Aveva il suo studio a Barcellona, ma ha trascorso del tempo a Maiorca e Cerdanya. Nel 1951 fu nominato professore alla Scuola di Belle Arti di Sant Jordi a Barcellona.